# 아메리칸 잡
"아메리칸 잡"(영어: Finding Steve McQueen)은 2019년 3월 15일에 개봉한 미국의 영화이다. 대한민국에는 2020년 9월 3일에 개봉했다.

## 캐스팅

### 주연
- 트래비스 핌멜 : 해리 바버 역
- 포레스트 휘태커 : 하워드 램버트 역
- 윌리암 피츠너 : 엔조 로텔라 역
- 레이첼 테일러 : 몰리 머피 역

### 조연
- 릴리 레이브 : 샤론 프라이스 역
- 제이크 웨어리 : 토미 바버 역
- 라이스 코이로 : 레이 대로우 역
- 존 핀 : W. 마크 펠트 역
- 루이스 롬바디 : 폴리 캘러핸 역
- 몰리 맥퀸 : 폴리 켈리 역

## 기타
- 수입사 :  조이앤시네마